# Ерик Опоку
Ерик Опоку (на английски: Eric Opoku-Agyemang) е ганайски футболист, национал, който играе за тима Асанте Котоко.

## Кариера
Опоку започва кариерата си в „Корнърс Бейбс“ и през 2008 година се присъединява към отбора на „Акра Хартс“. След кратък престой в този тим подписва с тима на Асанте Котоко, като дебютира в Африканската шампионска лига срещу отбора на „Етоал дю Сахел“.
Играе за младежкия отбор на Гана (до 17 год.) на първенството в Южна Корея.